# Вайнленд (роман Томаса Пінчона)
«Вайнленд» (англ. Vineland) — роман Томаса Пінчона, опублікований у 1990 році. Цей постмодерністський фантастичний твір, через спогади персонажів, молодість яких припала на 60-ті роки, передає дух бунтарства того часу, водночас зображуючи риси «фашистських ніксонівських репресій» та Війну з наркотиками. Автор акцентує увагу на негативних змінах в американському суспільстві, що відбулися у період з 1960-х до 1980-х років.

## Сюжет
Події роману розгортаються в Каліфорнії у 1984 році під час переобрання Рональда Рейгана на другий президентський термін. Колишній хіпі Зойд Вілер за щорічною традицією навмисно стрибає у вікно, щоб продовжити отримувати соціальні виплати та іншу допомогу, як психічно неповносправний.
Незабаром з’являється федеральний агент Брок Вонд, що разом із колегами змушує Зойда та його 14-річну доньку Прері покинути власний будинок. Відтоді родина змушена переховуватись як від самого Брока, так і від ще одного "борця із наркотиками" Гектора Зуньїги, якого, власне, Зойд підозрює у змові з Броком.
Рятуючись, батько та донька знаходять притулок у старих друзів, які пояснюють ошелешеній дівчині мотиви переслідувань Брока.
Важливу роль у цій історії відіграє мати Прерії, що зникла із життя дівчинки ще у дитинстві — Френесі Ґейтс.  У розпал епохи хіпі, загадковий Коледж серфінгу, розташований в окрузі Трасеро, що, нібито, між Оріндж і Сан-Дієго на півдні Каліфорнії, оголосив про відокремлення від США та перетворення на Народну Республіку Рок-н-Ролу — утопічну державу цієї субкультури та фанатів дурману.
Брок Вонд мав на меті знищити таку самопроголошену країну і побачив у Френесі потенційного союзника. Жінка входила до складу групи бойовиків під назвою 24fps, що прагнула задокументувати злочини «фашистів» проти свободи та ідеалів хіпі.
Френесі відчувала неконтрольоване тяжіння до Брока та мала із ним інтимні стосунки. Це призводить до того, що вона стає подвійним агентом і отримує завдання вбити лідера ворожої республіки — Уїда Атмана, професора математики, який випадково перетворився на культову постать.
Таке бурхливе життя змушує жінку втекти і жити, немов безслідно зникла. І Брок Вонд, і Гектор Зуніга полюють на неї. Наскрізна тема всемогутності телебачення досягає кульмінації, коли Гектор, який насправді ніколи не співпрацював із Броком, отримує фінансування для зйомок проєкту свого улюбленого фільму про розпусні 60-ті. Режисером стрічки, за іронією долі, стає Френесі Ґейтс.
Помпезність екранізації і великий прибуток дають можливість Френесі більше не переховуватися. Як наслідок, група 24fps знаходить жінку та досягає своєї мети — організовує їй зустріч із донькою на масштабному родинному зібранні. Серед присутніх також опиняється Від Атман — один із багатьох людей, якого описують фразою " він перебуває у стані, що нагадує смерть, але водночас відрізняється від неї".
Майже всемогутній Брок знаходить Прері за допомогою гелікоптера та намагається викрасти її, аби дістатися до Френесі. Він фактично висить над дівчиною на мотузяній драбині, коли раптом уряд скорочує все його фінансування через втрату інтересу до операції. Головна причина у тому, що суспільство почало самостійно пропагувати антинаркотичні ідеали, тож підтримка таких заходів стала неактуальною. Пілот миттєво припиняє операцію, залишаючи Брока ні з чим.
Пізніше чоловік знову намагається переслідувати Прері та Френесі, але цього разу гине, розбившись на власному ж літаку. Зрештою возз’єднання родини дозволяє подолати негаразди та нарешті віднайти спокій. У фіналі Прерія починає нове життя, яке більше не залежить від наслідків минулого.

## Рецензія
Роман «Вайнленд» отримав неоднозначні відгуки критиків. Тобіас Мейнел у своєму есе зазначив — книга "змушує багатьох критиків зосереджуватися на зміні її стилю та змісту, сприймаючи її або як «Пінчон Лайт», або як критичний коментар до сучасної американської культури".
Позитивний відгук залишив Салман Рушді у The New York Times.  Він наголосив на  "вільному, легкому і комедійному" стилі роману, назвавши його чи не "найбільш вдалою роботою старого Невидимого Чоловіка". Рушді вважав роман "тим рідкісним птахом", який, "наприкінці Десятиліття Жадоби", постає як "успішний політичний роман про знущання Америки над  собою та своїми дітьми". Письменник також відзначив легкий, але водночас тривожний підхід Пінчона до зображення жахів сучасності.
Британський літературний критик Френк Кермод розчарувався романом, наголосивши, що йому бракує "прекрасної онтологічної напруги" «Виголошується лот 49» та "розширеної вигадливої віртуозності" «Веселки тяжіння». Хоча він визнав, що книга "упізнавана, немов, із того ж цеху, що й попередні роботи Пінчона". Однак вона здалася йому більш незрозумілою та менш переконливою.
Критик Бред Лейтаузер у The New Yorker підтримав цю думку та сказав, що «Вайнленд» — більше нагадує про слабкі сторони творчого канону Пінчона  та не додає нічого нового до його літературної спадщини.
У Chicago Tribune Джеймс Макманус висловився інакше: він визнав, що прихильники Пінчона, ймовірно, порівнюватимуть роман із «Веселкою тяжіння», втім не на користь новинки. Та все ж він вважає «Вайнленд» успішним виданням  із сильною прозою, яка вдало викриває прагнення республіканської Америки.
Кінокритик Терренс Рафферті висловив захоплення романом «Вайнленд», назвавши його "найстарішою історією у світі — гріхом і вигнанням із Раю" у публікації The New Yorker. Водночас письменник Шон Карсвелл пізніше зауважив, що, окрім початкових відгуків Рафферті та Салмана Рушді, були й іншф коментарі: від позитивних до відверто негативних.
Схвально оцінив роман і Едвард Мендельсон у статті для The New Republic. І хоча він назвав сюжет заплутаним і часом нудним, втім високо оцінив "інтелектуальну та уявну енергію" Пінчона, назвавши твір "візіонерською казкою", світ якої "багатший і різноманітніший за його конкурентів".
Мендельсон також відзначив "комічну екстравагантність" роману, стверджуючи, що "жоден інший американський письменник не пересувається так повільно і водночас швидко поміж крайнощами високого та низького стилю".
Критик додатково відзначив і те, що «Вайнленд» був більш емоційно забарвленим і наповненим почуттями, ніж попередні романи письменника. Джонатан Розенбаум у Chicago Reader назвав його найнадійнішою роботою автора. Це ж підкреслив і Салман Рушді, наголосивши, що книга представляє громаду, індивідуальність і сім’ю, як противаги репресивній епосі Ніксона-Рейгана.
Власне, не всі критики сприйняли роман однаково позитивно. У 2005 році Дан Геддес у The Satirist висловив таку думку: "щасливий кінець" книги здається несподіваним, зважаючи на її загальне попередження про прогресуючу поліційну державу".
На противагу встає думка Салмана Рушді — "фінальна сцена, хоча й шокує, але веде до неоднозначного завершення, зберігаючи майстерний баланс між добром і злом протягом усього роману".

## Адаптація
Режисер Пол Томас Андерсон неодноразово говорив про захоплення романом і бажання адаптувати його для великих екранів. На початку 2024 року він розпочав зйомки нового проєкту, в якому, за чутками, Леонардо Ді Капріо виконує роль Зойда Уїлера.
Після тестового показу було підтверджено, що фільм створено за мотивами «Вайнленду», але адаптовано до сучасного контексту. Стрічка отримала назву «Одна битва за іншою». Світ має побачити її у вересні 2025 року.

## Подальше читання
- ↑  Pynchon, Thomas R.  Vineland.  (Boston:  Little, Brown, 1990).
- ↑  Rushdie, Salman.  "Still Crazy After All Those Years", The New York Times January 14, 1990.
- ↑  Geddes, Dan. "Pynchon's Vineland: The War On Drugs and the Coming American Police-State", The Satirist
- ↑  Gordon, Andrew. "Smoking Dope with Thomas Pynchon: A Sixties Memoir [Архівовано May 9, 2008, у Wayback Machine.]".  The Vineland Papers:  Critical Takes on Pynchon's Novel, ed. Geoffrey Green, Donald J. Greiner, and Larry McCaffery (Normal, IL:  Dalkey Archive Press, 1994):  167–178.
- ↑  Thoreen, David. "The President's Emergency War Powers And The Erosion Of Civil Liberties In Pynchon's Vineland", Oklahoma City University Law Review 24, No. 3 (1999).
- ↑  John Diebold and Michael Goodwin: Babies of Wackiness, a "reader's guide to Vineland"

## Зовнішні посилання
- Vineland Wiki
- Обкладинка Vineland з часом @ ThomasPynchon.com